# TonleSap Airlines
TonleSap Airlines war eine kambodschanische Fluggesellschaft mit Sitz in Phnom Penh und Basis auf dem Flughafen Siem Reap-Angkor. 

## Geschichte
TonleSap Airlines wurde im Jahre 2010 gegründet und nahm am 21. Januar 2011 den Betrieb auf.
Im Juli 2013 wurde bekannt, dass die Gesellschaft insolvent ist und den Betrieb eingestellt hat. Man wolle sich restrukturieren und unter dem neuen Namen Wat Phnom Airlines eine neue Lizenz beantragen.

## Flugziele
TonleSap Airlines verband Siem Reap mit Kaohsiung, Taipei und Ningbo.

## Flotte
Mit Stand Januar 2014 bestand die Flotte aus sieben Flugzeugen:
- 2 Boeing 737-300
- 1 Boeing 737-400
- 4 Boeing 757-200